# The Rocker
The Rocker (Un roquero de pelotas en España y Un roquero de locura en Hispanoamérica) es una película estadounidense de comedia de 2008, dirigida por Peter Cattaneo, nominado al Premio Óscar por The Full Monty, escrita por Maya Forbes y Wallace Wolodarsky, conocidos por ganar un Emmy con Los Simpson, y basada en una historia de Ryan Jaffe. La película está protagonizada por Rainn Wilson, Josh Gad, Teddy Geiger, Emma Stone, Christina Applegate, Jason Sudeikis, Will Arnett, Fred Armisen y Bradley Cooper.

## Argumento
"Fish" es el baterista de una famosa banda de los años 80, de la que fue apartado por sus propios compañeros. Quedará marcado por el fracaso, hasta que, veinte años más tarde, el destino le dará una segunda oportunidad junto a la banda de su sobrino Matt llamada "A.D.D.", reclamando por fin el trono que siempre había pensado que se merecía, al tiempo que intenta llevar a sus compañeros de grupo, mucho más jóvenes que él, al éxito de sus vidas.

## Reparto
- Rainn Wilson como Robert "Fish" Fishman.
- Christina Applegate como Kim Powell.
- Josh Gad como Matt Gadman.
- Teddy Geiger como Curtis Powell.
- Emma Stone como Amelia Stone.
- Will Arnett como Lex Drennan.
- Fred Armisen como Wayne Kerr.
- Howard Hesseman como Nev Gator.
- Lonny Ross como  Timmy Sticks.
- Jason Sudeikis como David Marshall.
- Bradley Cooper como Trash Grice.
- Jon Glaser como Billy Ault.
- Jane Lynch como Lisa Gadman.
- Jeff Garlin como Stan Gadman.
- Demetri Martin como el director del videoclip.
- Pete Best como el lector de la revista en la parada del bus

## Promoción
Como promoción, la canción "Promised Land" de Vesuvius, el grupo ficticio de la película, fue promocionada como descarga para el videojuego Rock Band.

## Historia del proyecto
Está ligeramente basada en una historia del autor Ryan Jaffe. Jaffe jugaba al hockey con unos amigos en Hollywood. Durante un partido, uno de los adolescentes de uno de los equipos comentó que su banda necesitaba un baterista para su baile de fin de curso. Uno de los adultos se ofreció para tocar con ellos, dando así una idea para la premisa inicial de la película a Jaffe. 
La premisa del baterista que es expulsado de una de las mejores bandas de rock está tomada de Pete Best, quien sufrió el mismo destino que el protagonista de la película, cuando fue expulsado de The Beatles. Best tiene un pequeño cameo en el filme.